# 2-Méthylpyridine
La 2-méthylpyridine ou 2-picoline est un dérivé méthylé de la pyridine de formule brute C6H7N. Il s'agit d'un isomère de la picoline, nom donné aux 3 isomères de la méthylpyridine.

## Utilisation
La 2-méthylpyridine est principalement utilisée comme précurseur de la 2-vinylpiridine pour la production de colle. Elle est également utilisée comme précurseur pour de nombreux produits agrochimiques et pharmaceutiques, tels la nitrapyrin, le picloram ou l'amprolium.